# Наука і релігія
Наука і релігія - це міждисциплінарна галузь досліджень, яка вивчає взаємодію між наукою і релігією. Під наукою тут насамперед розуміють природничі науки, особливо фізику, космологію, еволюційну біологію, генетику і неврологію, а також філософію науки, історію науки й, рідше, психологію. Релігія означає, з одного боку, традиційні релігії, такі як три великі монотеїстичні релігії - юдаїзм, християнство та іслам, але також і духовні аспекти, такі як молитва і медитація, і особливо питання що стосуються Бога. Інші засоби спостереження , відчуття, любові і подяки якими наділив Бог людину - матерія

## Історія
Навіть попри те, що у давніх та середньовічних світах не було концепцій, що нагадують сучасне розуміння «науки» та «релігії», певні елементи цих сучасних ідей зустрічаються протягом усього часу. Це було в XIX столітті, коли в літературі вперше з'явилися фрази «релігія та наука» або «наука та релігія». Ці процеси зародились з формуванням «науки» від «природної філософії» та «релігії». Відтоді цей взаємозв'язок почали по-різному описувати: від ідеї про гармонію і взаєморозуміння до конфлікту та суперечок. 
Як академічну галузь, взаємозв'язок науки й релігії почали досліджувати в 1960-х роках у США та Європі. Засновником цієї міждисциплінарної галузі вважається фізик і богослов Ян Барбур (1923-2013), який опублікував у 1966 році фундаментальну працю «Проблеми науки й релігії».

## Моделі взаємодії
Для того, щоб краще класифікувати різноманітні відносини між наукою і релігією, теоретики розробили моделі взаємодії, такі як чотири сузір'я відносин: конфлікт, контраст, контакт і взаємозгода, які сходять до богослова Джона Гоута з Джорджтаунського університету. Іншими прикладами є вісім моделей богослова Теда Пітерса з Тихоокеанської лютеранської богословської семінарії, які поділяються на чотири моделі конфлікту і чотири моделі співпраці. Ян Барбур, вищезгаданий засновник напряму, також говорить про чотири моделі. Ці моделі взаємодії дозволяють більш науково зосередитися на множинних відносинах замість того, щоб суспільне сприйняття зосереджувалося лише на моделях конфлікту, які привертають увагу ЗМІ.

### Конфлікт/Конфронтація
Конфліктна модель виникає з позиції, яка хоче виключити або привласнити природничі науки або релігію. Такі моделі часто призводять до насильницьких конфліктів.
Науковий матеріалізм: Цей матеріалізм дотримується думки, що матеріальний світ є єдиною існуючою реальністю (редукціонізм) і що тільки він методично і правильно досліджується сучасним природознавством. Трансцендентній реальності релігії часто відмовляють у праві на існування. Представниками цієї школи є астрофізик Стівен Гокінг (1942-2018), хімік Пітер Аткінс (1940-), біолог Річард Докінз (1941-).
Науковий імперіалізм: У зв'язку з релігійними і духовними явищами і досвідом, гіпотези формулюються і перевіряються за допомогою природничих наук. Бог частково визнається в цій моделі, але іноді також виконує роль «проміжного Бога», за допомогою якого має бути «пояснене» науково непояснене, наприклад, нескінченність. До цього напряму належить індійський Гопі Крішна (1903-1984), який закликав біологію науково дослідити феномен пробудження кундаліні. Сюди ж належать спроби і дискусії класифікувати релігію хоча б абстрактно як стадію психологічного чи соціального розвитку людства. Багато класично релігійних понять, таких як вічність, не мають визначення в природничих науках і тому не є предметом дослідження.
Церковний авторитет: Довгий час Ватикан претендував на право останнього слова і в галузі наукових знань. Хоча раніше він дозволяв проводити дослідження в цій галузі, він кілька разів втручався, щоб «виправити» питання, які могли прямо поставити під сумнів істинність Біблії або авторитет Церкви. Добре відомі «випадки» - Галілео Галілей і дарвінізм. Таке церковне ставлення пізніше, особливо з кінця 19 століття і до сьогодні, призвело до неприйняття або навіть відмови від релігійних пояснювальних моделей щодо божественної або трансцендентної реальності з боку деяких представників природничих наук.
Релігійний фундаменталізм: На початку 20-го століття в США розвинувся релігійний фундаменталістський креаціонізм, який і сьогодні критикує дарвінізм на основі природничих наук, створюючи широкий потенціал для конфліктів, особливо в Північній Америці та Австралії. Більш «м'який» погляд говорить про Розумний Задум, який можна розпізнати в природі і який вказує на розумного автора. Переважна більшість мусульман вважає теорію еволюції не тільки хибною, але й несумісною з Кораном.

### Модель протиставлення/Співіснування
Модель співіснування або модель «двох мов» розглядає природничу науку і релігію як дві незалежні різні точки зору, які доповнюють одна одну, але не можуть бути приведені до прямої згоди. Згідно з нею, природознавство відповідає за пояснення реального матеріального світу, а релігія - за трансцендентну реальність, і обидві вони необхідні, як сказав фізик Альберт Анштайн (1879-1955): «Природознавство без релігії кульгає, а релігія без науки - сліпа» (англ. Science without religion is lame, religion without natural science is blind)
Ганс Кюнг говорить про модель взаємодоповнюваності і вимагає, щоб «уникати всіх нелегітимних переходів і відкидати всі абсолютизації». Теологи і природознавці повинні критично ставити питання один одному, щоб переглянути хибні інтерпретації. За словами Жака Моно, наука - про об'єктивну істину, етика - про дію.
Арнольд Бенц зазначає, що природничі науки і релігія відрізняються не лише лінгвістично, але й виходять з двох різних сфер досвіду реальності. У природознавстві - це об'єктивні вимірювання, в релігії - переживання, в яких бере участь людина. Ці два рівні сприйняття зустрічаються, наприклад, у подиві та етиці. Обидва також зустрічаються в рамках натурфілософії.

### Модель діалогу
У діалогових моделях питання природничих наук і релігії перетинаються в кількох точках. Відповідно, питання розглядаються з точки зору природничих наук і з точки зору релігії, а результати зважуються один з одним. Наприклад, астрофізик Бруно Бінгджелі порівнює загробну подорож Данте з сьогоднішніми відкриттями в астрофізиці. Така модель взаємодії науки і релігії загалом не дуже поширена, але вона набуває все більшого значення в питаннях етики, які сьогодні набувають все більшого поширення, зокрема, через зростаюче обурення широких верств населення щодо ядерних і генетичних технологій.

### Інтеграційна модель
Інтеграційна модель описує нові підходи до об'єднання сучасних досягнень природничих наук з релігійними або духовними і навіть - але здебільшого відкинутими релігією - езотеричними поглядами. Наприклад, існують моделі, які стверджують, що історія створення Буття (світло > рослина > тварина > людина) і дарвінізм підтверджують одна одну. Особливо в русі Нью Ейдж постійно розробляються нові моделі, які намагаються об'єднати природничі науки і релігію/духовність в гармонійне ціле.

## Релігійні погляди
І наука, і релігія є комплексом соціально-культурних прагнень, які розрізняються в різних культурах і змінюються з плином часу. Більшість науково-технічних нововведень до наукової революції були досягнуті товариствами, що були організовані релігійними традиціями. Елементи наукового методу були розпочаті давніми язичницькими, ісламськими та християнськими вченими. Роджер Бекон, якому часто приписують оформлення наукового методу, був ченцем-францисканцем. Індуїзм історично охоплює причини й емпіризму, вважаючи, що наука приносить правдиве, але неповне знання про світ. Конфуціанство займало різні думки науки з плином часу. Більшість буддистів сьогодні розглядають науку як таку що доповнює свої переконання. Хоча класифікація матеріального світу древніми індусами та греками  в повітря, землю, вогонь і воду була більш філософською, середньовічний Близький Схід використовував практичне та експериментальне спостереження для класифікації матеріалів

### Мунізм
Згідно з вченням Церкви Об'єднання, і наука, і релігія є двома аспектами єдиного шляху подолання невігластва, в яке людство впало після гріхопадіння. Це невігластво має подвійну природу: духовну та фізичну. Духовне невігластво полягає у втраті знання про Бога як свого Творця, про мету створення та про природу духовного світу. Релігія виникла як засіб для подолання саме цього духовного невігластва, допомагаючи людям відновити втрачений зв'язок із Богом та зрозуміти свою вічну цінність. Фізичне невігластво, з іншого боку, стосується нерозуміння фундаментальних законів матеріального світу, походження енергії, яка лежить в основі всього сущого. Цю прогалину покликана заповнити наука.
Таким чином, у мунізмі наука і релігія не розглядаються як антагоністичні сили, а як взаємодоповнюючі сфери людського пошуку істини. Вони перебувають у стосунках, подібних до стосунків між душею (суб'єктом) і тілом (об'єктом). Релігія, досліджуючи невидимий, духовний світ, виступає як суб'єкт, а наука, вивчаючи видимий, матеріальний світ, є об'єктом. Остаточне вирішення людських проблем і побудова ідеального світу можливі лише за умови їхнього об'єднання та гармонізації. Коли релігія розкриє істинний ідеал творення, а наука з'ясує справжню природу матеріального світу, вони зможуть рухатися до єдиної мети, що приведе до повного щастя людини, в якій духовні прагнення та фізичне існування досягнуть гармонії.

## Науковці про релігію
Ісаак Ньютон (1642—1727 рр.) у своїй праці «Системи світу» пише: «Небесний Владика управляє всім світом, але не як душа його, а як Володар Всесвіту. Внаслідок Його верховної влади ми називаємо Його верховним Богом. Він править усім світом, тим, що є, і тим, що може бути. Він завжди і всюди Той же Єдиний Бог. Ми дивуємося Йому через Його досконалості, шануємо Його і схиляємося перед ним через Його безмежну владу. Бог же без верховної влади, без провидіння і без мети у своїх творіннях був би нічим іншим, як роком або природою. Через сліпу фізичну необхідність, яка завжди і скрізь однакова, не могло б виникнути ніякого різноманіття, і вся ця відповідна місцю і часу різноманітність створених предметів, що становить лад і життя всесвіту, могла статися тільки за думкою і волею Істоти самобутньої.»
Карл Лінней (1707—1776 рр.) — говорить про те, що людина може осягати Бога через Його творіння. «Вічний, безмежний, Всемогутній Бог пройшов повз мене. Я не бачив Його лицем до лиця, але відблиск Божества наповнив мою душу безмовною повагою. Я бачив слід Божий у Його творінні, і всюди, навіть в самих дрібних і непомітних Його творіннях. Що за сила, що за мудрість, що за невимовна досконалість! Я спостерігав, як одухотворені істоти, стоячи на вищому щаблі, пов'язані з царством рослин, а рослини своєю чергою з мінеральними речовинами, які знаходяться в надрах земної кулі, і сама земна куля тяжіє до сонця і в незмінному порядку звертається навколо нього, отримуючи від нього життя. Я бачив, як сонце і всі інші зірки, вся сонячна система, нескінченне зоряне небо рухається в просторі, підтримується в порожнечі з волі незбагненного початкового Двигуна, Істоти істот, Причини, Правителя і Зберігача світу, Господа Творця всякого творіння».
Френсіс Бекон: «Робимо висновок, що жодна людина, помилково переоцінюючи здоровий глузд або неправильно приймаючи помірність, не повинна думати або стверджувати, що людина може зайти надто глибоко у своєму дослідженні або вивченні книги Слова Божого або книги Божого творіння, богослов'я або філософії. Але нехай люди прагнуть до нескінченного вдосконалення або успіху в тому і в іншому»
Чарлз Дарвін: «На мене, справляє набагато сильніше враження інше джерело, який переконує в існуванні Бога і виходить не від відчуття, але від розуму. Таке переконання виникає внаслідок надмірної важкості й навіть неможливості розглядати безмежний і чудовий всесвіт разом з людиною, що володіє даром обговорювати минуле і думати про майбутнє, як результат сліпого випадку або необхідності. Коли я над цим розмірковую, я відчуваю себе вимушеним визнати Першопричину, яка володіє певною мірою людським інтелектом, і я цілком заслуговую назви теїста, тобто вірянина в Бога».
Луї Пастер: «Настане день, коли будуть сміятися над дурістю нашої сучасної філософії. Чим більше я займаюся вивченням природи, тим більше зупиняюсь в побожному здивуванні перед справами Творця. Я молюся під час робіт в лабораторії». «Через те, що я мислив і вивчав, то тому і залишився вірним, подібно бретонцеві. А якби ще більш розмірковував і займався наукою, то став би таким вірянам, як бретонська селянка»
Альберт Айнштайн у листопаді 1930 року відповів журналісту, який зацікавився його думкою про буття Бога: «Моя релігія полягає в почутті скромного захоплення перед безмежною розумністю, яка проявляє себе в найдрібніших деталях тієї картини світу, яку ми здатні лише частково охопити й пізнати нашим розумом. Ця глибока емоційна впевненість у вищій логічній стрункості влаштування всесвіту і є моя ідея Бога».
Галілей (1564—1642) — фізик і астроном писав: «Святе Письмо не може в жодному разі ні говорити зла, ні помилятися, — вислови його є абсолютно і беззаперечно істинними».
Хімік Роберт Бойль (1626—1691): «В порівнянні з Біблією всі людські книги, навіть найкращі, є тільки планетами, що запозичують весь свій світ і сяйво від сонця.»